# Phaïcon
Phaïcon. Almanach der phantastischen Literatur war eine von Rein A. Zondergeld im Suhrkamp-Verlag herausgegebene Reihe mit Aufsätzen, Essays und Erzählungen aus dem Bereich der Science-Fiction und Phantastik.
Zwischen 1974 und 1982 erschienen fünf Bände der Reihe. Die ersten beiden Bände erschienen in der Reihe der Insel-Taschenbücher, die Bände 3 bis 5 in der Phantastischen Bibliothek innerhalb der Suhrkamp-Taschenbücher.
Der Name der Reihe ist eine Verbindung der griechischen Worte phantasticos und icon und soll etwa „Bild des Phantastischen“ bedeuten, anspielend auf den Aufsatz „L’Image fantastique“ von Roger Caillois (1966), der in deutscher Übersetzung im ersten Band abgedruckt wurde.
Ziel des Almanachs war die theoretische Auseinandersetzung mit dem Phantastischen und seinen literarischen Genres, weshalb im ersten Band ausschließlich und in den folgenden vorwiegend theoretische Arbeiten zur Phantastik abgedruckt wurden, neben einigen exemplarischen Erzählungen.
Die ersten beiden Bänden widmeten sich allgemeinen theoretischen Untersuchungen und waren illustriert, der dritte Band befasste sich mit der deutschen, der vierte mit der französischen Phantastik.
Theoretische Beiträge lieferten neben Caillois Edmund Wilson, Louis Vax, Jens Malte Fischer, Norbert Miller, Brigitte Kronauer, Peter Penzoldt, Georges Jacquemin, Rolf Günter Renner und der Herausgeber. Als Autoren von Erzählungen erschienen Jean Louis Bouquet und Marcel Schneider mit deutschen Erstübersetzungen und außerdem neue Erzählungen von Jörg Krichbaum und Fanny Morweiser.
Illustratoren der beiden ersten Bände waren unter anderen Dieter Asmus, Jan Peter Tripp und Gérard Titus-Carmel.